# Participantes da Volta Ciclística de São Paulo 2014
A Volta Ciclística de São Paulo 2014 contou com a participação de 151 ciclistas, distribuídos em 20 equipes de até 8 ciclistas cada, representando 12 países. Com 102 ciclistas, o Brasil foi o país mais representado, seguido pela Colômbia, com 16, Rússia, com 8, e Itália, com 5. O participante mais jovem foi antoniel marques de Almeida, com 18 anos e 98 dias, e o mais velho foi Robson Vieira, com 40 anos e 226 dias.
| Funvic Brasilinvest - São José dos Campos | Funvic Brasilinvest - São José dos Campos | Funvic Brasilinvest - São José dos Campos |
| ----------------------------------------- | ----------------------------------------- | ----------------------------------------- |
| Dorsal                                    | Ciclista                                  |                                           |
| 1                                         | Magno Prado Nazaret                       |                                           |
| 2                                         | Flávio Cardoso                            |                                           |
| 3                                         | Pedro Nicácio                             |                                           |
| 4                                         | Alex Diniz                                |                                           |
| 5                                         | Kléber Ramos                              |                                           |
| 6                                         | Francisco Chamorro                        |                                           |
| 7                                         | Óscar Sánchez                             |                                           |
| 8                                         | Juan Sebastián Tamayo                     |                                           |

| Androni Giocattoli - Venezuela | Androni Giocattoli - Venezuela | Androni Giocattoli - Venezuela |
| ------------------------------ | ------------------------------ | ------------------------------ |
| Dorsal                         | Ciclista                       |                                |
| 11                             | Kenny van Hummel               |                                |
| 12                             | Nicola Testi                   |                                |
| 13                             | Jackson Rodríguez              |                                |
| 14                             | Patrick Facchini               |                                |
| 15                             | Omar Bertazzo                  |                                |
| 16                             | Mateo di Serafino              |                                |
| 17                             | Antonio Parrinello             |                                |
| 18                             | Yonder Godoy                   |                                |

| 4-72 Colombia | 4-72 Colombia       | 4-72 Colombia |
| ------------- | ------------------- | ------------- |
| Dorsal        | Ciclista            |               |
| 21            | Juan Villegas       |               |
| 22            | Carlos Urán         |               |
| 23            | Juan Diego Quintero |               |
| 24            | Camilo Suárez       |               |
| 25            | Yean Rodríguez      |               |
| 26            | Diego Ochoa         |               |
| 27            | Edson Calderon      |               |

| Start - Trigon Cycling Team | Start - Trigon Cycling Team | Start - Trigon Cycling Team |
| --------------------------- | --------------------------- | --------------------------- |
| Dorsal                      | Ciclista                    |                             |
| 32                          | Gustavo Miño                |                             |
| 33                          | Mauricio Frazer             |                             |
| 34                          | Carlos Henrique dos Santos  |                             |
| 35                          | Ernesto Moura               |                             |
| 36                          | David van Eerd              |                             |
| 38                          | Lars Praia                  |                             |

| EPM - UNE | EPM - UNE         | EPM - UNE |
| --------- | ----------------- | --------- |
| Dorsal    | Ciclista          |           |
| 41        | Óscar Sevilla     |           |
| 42        | Rafael Infantino  |           |
| 43        | Edwar Ortiz       |           |
| 44        | Juan Pablo Suárez |           |
| 45        | Jaime Castañeda   |           |
| 46        | Weimar Roldán     |           |
| 47        | Walter Pedraza    |           |
| 48        | Robigzon Oyola    |           |

| OFM - Quinta da Lixa | OFM - Quinta da Lixa | OFM - Quinta da Lixa |
| -------------------- | -------------------- | -------------------- |
| Dorsal               | Ciclista             |                      |
| 51                   | Gustavo Veloso       |                      |
| 52                   | Samuel Caldeira      |                      |
| 53                   | Ricardo Vilela       |                      |
| 54                   | Arkaitz Durán        |                      |
| 55                   | Hélder Oliveira      |                      |
| 56                   | Eduard Prades        |                      |
| 57                   | João Matias          |                      |

| Clube DataRo de Ciclismo - Bottecchia | Clube DataRo de Ciclismo - Bottecchia | Clube DataRo de Ciclismo - Bottecchia |
| ------------------------------------- | ------------------------------------- | ------------------------------------- |
| Dorsal                                | Ciclista                              |                                       |
| 61                                    | Gregory Panizo                        |                                       |
| 62                                    | Cleberson Weber                       |                                       |
| 63                                    | Cristian Egídio                       |                                       |
| 64                                    | Caio Godoy                            |                                       |
| 65                                    | Ramiro Cabrera                        |                                       |
| 66                                    | Alcides Vieira                        |                                       |
| 67                                    | Renato Aparecido dos Santos           |                                       |
| 68                                    | Nilceu dos Santos                     |                                       |

| Ironage - Colner | Ironage - Colner     | Ironage - Colner |
| ---------------- | -------------------- | ---------------- |
| Dorsal           | Ciclista             |                  |
| 71               | Edgardo Simon        |                  |
| 72               | José Eriberto        |                  |
| 73               | João Marcelo Gaspar  |                  |
| 74               | Edson Ponciano       |                  |
| 75               | Jean Marcel da Silva |                  |
| 76               | Murilo Affonso       |                  |
| 77               | Daniel Juarez        |                  |

| GRCE Memorial - Prefeitura de Santos | GRCE Memorial - Prefeitura de Santos | GRCE Memorial - Prefeitura de Santos |
| ------------------------------------ | ------------------------------------ | ------------------------------------ |
| Dorsal                               | Ciclista                             |                                      |
| 81                                   | Maurício Morandi                     |                                      |
| 82                                   | Soelito Gohr                         |                                      |
| 83                                   | Marcos Novello                       |                                      |
| 84                                   | Endrigo Pereira                      |                                      |
| 85                                   | Robson Dias                          |                                      |
| 86                                   | Tiego Gasparotto                     |                                      |
| 87                                   | Leandro Donizete dos Santos          |                                      |
| 88                                   | Fabrício Morandi                     |                                      |

| Seleção da Rússia | Seleção da Rússia    | Seleção da Rússia |
| ----------------- | -------------------- | ----------------- |
| Dorsal            | Ciclista             |                   |
| 91                | Alexander Serov      |                   |
| 92                | Artur Ershov         |                   |
| 93                | Ivan Kovalev         |                   |
| 94                | Evgeny Kovalev       |                   |
| 95                | Viktor Manakov       |                   |
| 96                | Ivan Savitskiy       |                   |
| 97                | Alexander Evtushenko |                   |
| 98                | Kirill Sveshnikov    |                   |

| ADF - Bauducco - JKS - SIL | ADF - Bauducco - JKS - SIL | ADF - Bauducco - JKS - SIL |
| -------------------------- | -------------------------- | -------------------------- |
| Dorsal                     | Ciclista                   |                            |
| 101                        | Kléber Lopes               |                            |
| 102                        | Fabiele Mota               |                            |
| 103                        | Fernando Silva             |                            |
| 104                        | Diogo Miranda              |                            |
| 105                        | Lucas Novais               |                            |
| 106                        | Eduardo Pinheiro           |                            |
| 107                        | Sidnei dos Santos          |                            |
| 108                        | Carlos Alberto Júnior      |                            |

| Associação Radical Sports Club - Boituva | Associação Radical Sports Club - Boituva | Associação Radical Sports Club - Boituva |
| ---------------------------------------- | ---------------------------------------- | ---------------------------------------- |
| Dorsal                                   | Ciclista                                 |                                          |
| 111                                      | Waltair Pereira                          |                                          |
| 112                                      | Antônio Alves                            |                                          |
| 113                                      | Antônio da Matta                         |                                          |
| 114                                      | Elton Pedro                              |                                          |
| 115                                      | Ademir Pereira                           |                                          |
| 116                                      | Pedro Caetano Júnior                     |                                          |
| 117                                      | Ricardo do Amaral                        |                                          |
| 118                                      | Luiz Felipe                              |                                          |

| Avaí - FME Florianópolis | Avaí - FME Florianópolis   | Avaí - FME Florianópolis |
| ------------------------ | -------------------------- | ------------------------ |
| Dorsal                   | Ciclista                   |                          |
| 121                      | Everson de Assis           |                          |
| 122                      | Gilberto Gois              |                          |
| 123                      | Rubem Mastella             |                          |
| 124                      | Edson Luiz de Rezende      |                          |
| 125                      | Guilherme Hadlich          |                          |
| 126                      | Marcos Vinícios dos Santos |                          |

| Barueri - Penks - New Millen - Maxxis - DKS | Barueri - Penks - New Millen - Maxxis - DKS | Barueri - Penks - New Millen - Maxxis - DKS |
| ------------------------------------------- | ------------------------------------------- | ------------------------------------------- |
| Dorsal                                      | Ciclista                                    |                                             |
| 131                                         | Patrick Oyakaua                             |                                             |
| 132                                         | Patrique Azevedo                            |                                             |
| 133                                         | Ricardo Andrey Ortiz                        |                                             |
| 134                                         | Luiz Alberto Ortiz                          |                                             |
| 135                                         | João Paulo Vidal                            |                                             |
| 136                                         | Rodnei de Oliveira                          |                                             |
| 137                                         | Emerson Maciel                              |                                             |
| 138                                         | Jackson José Lacerda                        |                                             |

| Route Bike Giant Team | Route Bike Giant Team     | Route Bike Giant Team |
| --------------------- | ------------------------- | --------------------- |
| Dorsal                | Ciclista                  |                       |
| 141                   | Raul Estevinho            |                       |
| 142                   | Vitor Estevinho           |                       |
| 143                   | Leilson Santos            |                       |
| 144                   | Luciano Pereira           |                       |
| 145                   | Carlos Eduardo dos Santos |                       |
| 146                   | José Jailson Diniz        |                       |
| 147                   | Ricardo Oliveira          |                       |
| 148                   | Josimar Sacramento        |                       |

| São Francisco Saúde - Ribeirão Preto | São Francisco Saúde - Ribeirão Preto | São Francisco Saúde - Ribeirão Preto |
| ------------------------------------ | ------------------------------------ | ------------------------------------ |
| Dorsal                               | Ciclista                             |                                      |
| 151                                  | Rodrigo do Nascimento                |                                      |
| 152                                  | Antoelson Dornelles                  |                                      |
| 153                                  | Jeovane de Oliveira                  |                                      |
| 154                                  | Maurício Knapp                       |                                      |
| 155                                  | Thiago Nardin                        |                                      |
| 157                                  | Douglas Ribeiro                      |                                      |
| 158                                  | Alessandro Ferreira                  |                                      |

| São Lucas Saúde - Giant - Americana | São Lucas Saúde - Giant - Americana | São Lucas Saúde - Giant - Americana |
| ----------------------------------- | ----------------------------------- | ----------------------------------- |
| Dorsal                              | Ciclista                            |                                     |
| 161                                 | André Luiz Pulini                   |                                     |
| 162                                 | Alan Maniezzo                       |                                     |
| 163                                 | Willian Chiarello                   |                                     |
| 164                                 | Luis Carlos Amorim                  |                                     |
| 165                                 | Willian Solera                      |                                     |
| 166                                 | Peterson Tozzi                      |                                     |
| 167                                 | Elton Pedrozo                       |                                     |
| 168                                 | Sidnei Fernandes                    |                                     |

| Brasilinvest - Suzano - Eqmax | Brasilinvest - Suzano - Eqmax | Brasilinvest - Suzano - Eqmax |
| ----------------------------- | ----------------------------- | ----------------------------- |
| Dorsal                        | Ciclista                      |                               |
| 171                           | Otávio Bulgarelli             |                               |
| 172                           | Antônio Nascimento            |                               |
| 173                           | Fabio José Ribeiro            |                               |
| 174                           | Verinaldo Vandeira            |                               |
| 175                           | Robson Vieira                 |                               |
| 176                           | Izael Nunes                   |                               |
| 177                           | Antônio Garnero               |                               |
| 178                           | Daniel Soeiro                 |                               |

| Equipe UFF de Ciclismo | Equipe UFF de Ciclismo    | Equipe UFF de Ciclismo |
| ---------------------- | ------------------------- | ---------------------- |
| Dorsal                 | Ciclista                  |                        |
| 181                    | Fabiano Mota              |                        |
| 182                    | Felipe Marques            |                        |
| 183                    | Emerson Santos            |                        |
| 184                    | David Leite               |                        |
| 185                    | Reginaldo Rodrigues       |                        |
| 186                    | Raphael Mendes            |                        |
| 187                    | Aquila Roux               |                        |
| 188                    | Lucas Henrique de Azevedo |                        |

| Velo - Seme Rio Claro | Velo - Seme Rio Claro    | Velo - Seme Rio Claro |
| --------------------- | ------------------------ | --------------------- |
| Dorsal                | Ciclista                 |                       |
| 191                   | Halysson Ferreira        |                       |
| 192                   | Weslen Oliveira          |                       |
| 193                   | Antoniel Paulo da Silva  |                       |
| 195                   | Willian Poiani           |                       |
| 196                   | Vitor Fonseca            |                       |
| 197                   | Michel Dornelas          |                       |
| 198                   | Eduardo de Sales Pereira |                       |